# ライトライブ
ライトライブ（right live）は千葉県出身のギターポップバンド。

## 概要
2005年7月結成。2007年ブロー・ウィンド・レコードよりデビュー。同年の5月から岩松を除く3人はベンチャーズのカバーバンド「B.C.V. Bing Conception with The Ventures」としても活動している。

## メンバー
- 岩松健一（いわまつけんいち、1981年5月19日 - ）ボーカル・ギター
- 小山将平（こやましょうへい、1987年12月8日 - ）ギター
- 西間木陽（にしまきよう、1985年6月11日 - ）ベース
- 浅賀光太（あさがこうた、1985年12月14日 - ）ドラム

## 元メンバー
- 松尾智史（まつおさとし、1980年7月16日 - ）ギター
- 有田竜太郎（ありたりゅうたろう、1980年9月15日 - ）ベース
- 森近政司（もりちかまさし、1983年3月26日 - ）ドラム

## ディスコグラフィー

### シングル
1. 1+1（2007年4月18日）
  1. 1+1
  2. さよならを鍵にして
  3. ドライブ
2. 泣いちゃうくらい（2007年9月5日）
  1. 泣いちゃうくらい
  2. 東京の空
  3. モノクロ

### ミニアルバム
1. day break（2006年6月29日）
  1. 泣いちゃうくらい
  2. 大切なもの
  3. 君とハナガラの傘
  4. 愛のうた
  5. 伝う声